# Juan Antonio Villacañas
Juan Antonio Villacañas (11. januar 1922 i Toledo – 21. august 2001) var en spansk forfatter. Han skrev både digte og essay; hans navn er først og fremmest knyttet til traditionel poetiske form for "Lira" så meget, at de undertiden kaldes "Liras juanantonianas" i hans ære.